# Thomas Woodcock
Thomas Woodcock, né le 20 mai 1951, est roi d'armes principal de la Jarretière et historien britannique.

## Distinctions honorifiques
- Commandeur de l’ordre royal de Victoria (2011)

## Occupations annexes
- Membre de la Society of Antiquaries of London (F.S.A.)